# Belfast (Afrique du Sud)
Pour les articles homonymes, voir Belfast (homonymie).
Belfast est une petite ville de la province de Mpumalanga, district de Nkangala, municipalité de eMakhazeni, en Afrique du Sud.

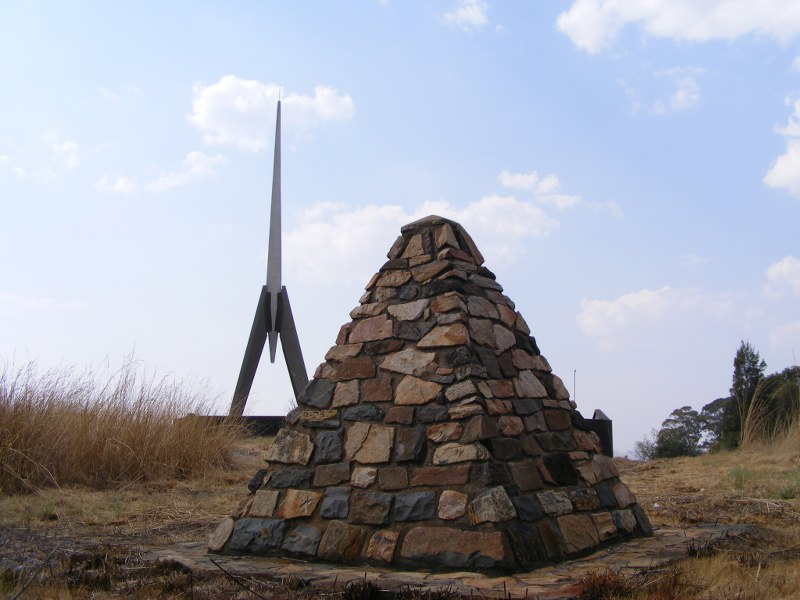
Mémorial de la bataille de Berg-en-dal au sud de Belfast

Elle doit son nom à Richard Charles O'Neill, originaire de Belfast, en Irlande du Nord, propriétaire de la ferme sur les terres de laquelle elle fut bâtie.
La ville est renommée pour la pêche à la truite. Les activités agricoles comprennent l'élevage des ovins et celui des bovins pour le lait, la culture du maïs et de la pomme de terre ainsi que l'exploitation du bois. Le charbon et le granite noir sont extraits des mines proches. Environ six millions de bulbes de tulipes sont produits annuellement pour l'exportation ; les fleurs sont jetées.
Belfast est à 2 025 m d'altitude et est l'une des plus hautes et des plus froides ville d'Afrique du Sud.

## Histoire

### Guerre des Boers
Durant la  seconde guerre des Boers, plusieurs batailles et escarmouches eurent lieu aux alentours. La bataille de Leliefontein se déroula à 30 km, près de la rivière Komati, engagement qui valut à plusieurs soldats canadiens de recevoir la Victoria Cross. Les Britanniques construisirent un camp de concentration pour enfermer les femmes et les enfants Boers. Des Victoria cross furent décernées pour des actions menées à Monument Hill, située aux abords de la ville. Durant la guerre, Meyer de Kock (en) résidait dans la ville. Il était membre d'un comité local pour la paix et se rendit auprès de kommandos boers pour les persuader de se rendre. Il fut convaincu de haute trahison et exécuté par un peloton d'exécution le 12 février 1901.

## Géographie

### Climat
Belfast bénéficie d'un climat subtropical de hautes-terres (Cwb, selon la classification de Köppen), avec des étés doux et des hivers froids et secs. La moyenne annuelle de précipitations s'établit à 674 mm, les pluies intervenant le plus souvent en été.